# Lisa Häusl
Lisa Häusl (* 6. Januar 1987 in Landshut als Lisa Kreusel) ist eine ehemalige deutsche Fußballspielerin.

## Karriere
Häusl gelangte über die Vereine FC Burgsolms, Eintracht Wetzlar und über die Jugendabteilung des 1. FFC Frankfurt zum 1. FFC Frankfurt II, für die sie in der seinerzeit zweitklassigen Regionalliga Süd Punktspiele bestritt und sich mit ihr am Saisonende 2003/04 für die 2. Bundesliga Süd qualifizierte, in der sie mit ihrer Mannschaft die Saison als Siebtplatzierter abschloss.
Während dieser Zeit kam sie als Spielerin der zweiten Mannschaft für die erste Mannschaft in drei Punktspielen in der höchsten Spielklasse im deutschen Frauenfußball zum Einsatz. Sie debütierte am 25. April 2004 (16. Spieltag) beim 5:0-Sieg im Bundesliga-Auswärtsspiel gegen den 1. FC Saarbrücken über 90 Minuten. Als Angehörige des Bundesligakaders auch in der Folgesaison, hatte sie Anteil an der errungenen Deutschen Meisterschaft.
Von 2005 bis 2009 spielte sie in Bonbaden für die dort ansässige Frauenfußballabteilung des TuS Bonbaden, einem Mehrspartenverein im Ortsteil von Braunfels im mittelhessischen Lahn-Dill-Kreis. Anschließend, von 2009 bis 2013, spielte sie für Eintracht Frankfurt in der Hessenliga, die letzte Saison in der nunmehr drittklassigen Regionalliga Süd, in der sie drei Tore in 21 Punktspielen erzielte. Die nächsten zwei Jahre war sie für deren zweite Mannschaft aktiv und ihr letzter Verein, für den sie dann spielte, war der in Mörfelden-Walldorf beheimatete SC Kickers Mörfelden.

## Erfolge
- Deutscher Meister 2005